# Conseil départemental de l'Aube
Le conseil départemental de l'Aube est l'assemblée délibérante du département français de l'Aube, collectivité territoriale décentralisée. Son siège se trouve à Troyes.

## Présidence
Le président du conseil départemental de l'Aube est Philippe Pichery (non-inscrit, divers droit). Il est élu le 23 mai 2017 à la suite de la démission de Philippe Adnot, président depuis 1990. Également sénateur, Philippe Adnot était concerné par le cumul des mandats.

### Liste des présidents avant 1949
- vers 1825 ? : Jacques Armand Corps de Mauroy
- 1846 au 20 mars 1848, : Charles Doé[2]
- 21 novembre 1848 : Eugène Bonamy de Villemereuil[3]
- 27 août 1849 - 1851 : Charles Doé
- 23 août 1852 à 1860 : Charlemagne de Maupas
- 1861 et 1862 : Charles Doé
- 24  août 1863 : Désiré Argence
- 22 août 1864 à 1866 : Eugène Bonamy de Villemereuil
- 26 août 1867 à 1869 : Maupas
- 24 octobre 1870 : Eugène Bonamy de Villemereuil
- 23 octobre 1871 : Auguste Casimir-Perier
- 18 août 1876 : Ernest Roy
- 21 août 1876 : Amédée Gayot
- 22 août 1881 : Hippolyte Masson de Morfontalne
- 21 août 1882 : Jean Casimir-Perier
- 20 août 1894 : Léon Fréminet
- 22 août 1898 : Constant Théveny
- 22 août 1910 : Paul Meunier
- 19 août 1912 : Louis Mony
- 17 août 1925 : Léon Lesage
- 17 octobre 1934 : Fernand Gentin

### Liste des présidents depuis 1949
1940-1945 : suspendus le 12 octobre 1940 par le gouvernement de Vichy, les Conseils généraux ont été rétablis par l'ordonnance du 21 avril 1944. Dans l'Aube l'élection s'est déroulée en octobre 1945.
| Période                            | Période                      | Identité                     | Étiquette                    | Étiquette                    |
| Président du conseil général       | Président du conseil général | Président du conseil général | Président du conseil général | Président du conseil général |
| ---------------------------------- | ---------------------------- | ---------------------------- | ---------------------------- | ---------------------------- |
| 29 octobre 1945                    | 30 mars 1949                 | Gabriel Thierry              |                              | SFIO                         |
| 30 mars 1949                       | 26 septembre 1949            | Maurice Parez                |                              | Radical                      |
| 26 septembre 1949                  | 4 octobre 1967               | Henri Terré                  |                              | CNIP                         |
| 4 octobre 1967                     | 1982                         | Pierre Labonde               |                              | CNIP                         |
| 24 mars 1982                       | 10 juillet 1990              | Bernard Laurent              |                              | UDF-CDS                      |
| 10 juillet 1990                    | 2 avril 2015                 | Philippe Adnot               |                              | Divers droite                |
| Président du conseil départemental |                              |                              |                              |                              |
| 2 avril 2015                       | 10 mai 2017                  | Philippe Adnot               |                              | Divers droite                |
| 23 mai 2017                        | en cours                     | Philippe Pichery             |                              | Divers droite                |

## Vice-présidents
- Élisabeth Philippon, 1er vice-présidente
- Christian Branle, 2e vice-président.
- Marie-Noëlle Rigollot, 3e vice-présidente.
- Alain Balland, vice-président, chargé des infrastructures et des bâtiments.
- Danielle Boeglin, vice-président, chargé des finances et de la sécurité civile.
- Gérard Ancelin, vice-président, chargé de l'économie, de l'enseignement supérieur, du tourisme et de la valorisation culturelle.
- Sybille Bertail, vice-président, chargé de l'éducation et de la vie associative, culturelle et sportive.
- Bernard de La Hamayde, vice-président, chargé de l'action sociale, de la santé et de la solidarité.
- Nicolas Juillet, vice-président, chargé de l'environnement, de l'agriculture et du cadre de vie numérique.

## Secrétaires
- Jacques Rigaud est nommé secrétaire du conseil départemental

## Commissions
| 1re commission | 2e commission | 3e commission |
| --- | --- | --- |
| Infrastructures, bâtiments, assistance technique aux communes Président : Alain Balland Vice-présidente : Marie-Noëlle Rigollot Secrétaire : Guy Bernier Membres : Christian Branle, Agnès Mignot, Jacky Raguin | Finances, personnel départemental et sécurité civile Présidente : Danièle Boeglin Vice-président : Philippe Dallemagne Secrétaire : Hania Kouider Membres : Marc Bret, Valéry Denis, Solange Gaudy                   | Économie, enseignement supérieur, tourisme et valorisation culturelle Président : Gérard Ancelin Vice-président : Didier Leprince Secrétaire : Catherine Brégeault Membres : Christine Patrois, Anne-Marie Zeltz |
| 4e commission | 5e commission | 6e commission |
| Éducation, vie associative, culturelle et sportive Président : Sibylle Bertail Vice-président : Jean-Marie Coutord Secrétaire : Marielle Chevallier Membres : Jérôme Bonnefoi, Jacques Rigaud                   | Action sociale, santé et solidarité Président : Bernard de La Hamayde Vice-présidente : Élisabeth Philippon Secrétaire : Olivier Richard Membres : Bernadette Garnier, Véronique Saublet Saint-Mars, Pauline Steiner | Environnement, cadre de vie, aménagement numérique et agriculture Président : Nicolas Juillet Vice-présidente : Joëlle Pesme Secrétaire : Arlette Massin Membres : Claude Homehr, Jean-Claude Mathis             |

## Conseillers départementaux
Le conseil départemental de l'Aube comprend 34 conseillers départementaux issus des 17 cantons de l'Aube.
Avant les élections, le Conseil départemental de l'Aube est présidé par Philippe Pichery (DVD). 
Il comprend 34 conseillers départementaux issus des 17 cantons de l'Aube.
| Parti                                | Sigle | Sigle | Élus | Groupes                 |
| ------------------------------------ | ----- | ----- | ---- | ----------------------- |
| Majorité (32 sièges)                 |       |       |      |                         |
| Divers droite                        |       | DVD   | 13   | Majorité départementale |
| Les Républicains                     |       | LR    | 13   | Majorité départementale |
| Union des démocrates et indépendants |       | UDI   | 3    | Majorité départementale |
| La République en marche              |       | LREM  | 1    | Majorité départementale |
| Divers centre                        |       | DVC   | 1    | Majorité départementale |
| Divers gauche                        |       | DVG   | 1    | Majorité départementale |
| Opposition (2 sièges)                |       |       |      |                         |
| Parti socialiste                     |       | PS    | 1    | Oxygène                 |
| Divers gauche                        |       | DVG   | 1    | Oxygène                 |
| Président du Conseil départemental   |       |       |      |                         |
| Philippe Pichery (DVD)               |       |       |      |                         |

## Budget
Le conseil départemental de l'Aube a en 2014 un budget de 406,2 millions d'euros dont 90 millions en dépense d'investissement et 316,1 millions en dépense de fonctionnement.
|                | Montant (en M€) | % du budget |
| Action sociale | 200,42          | 55          |
| Réseaux        | 43,73           | 12          |
| Enseignement   | 29,15           | 8           |
| Transports     | 18,22           | 5           |
| Culture        | 14,58           | 4           |
| Développement  | 14,58           | 4           |
| Aménagement    | 3,64            | 1           |

## Identité visuelle (logo)

Logo de l'Aube (conseil général) de [Quand ?] à 2015
Logo de l'Aube (conseil départemental) depuis 2015